# Guillaume Ier de La Roche
Pour les articles homonymes, voir Guillaume Ier.
Guillaume Ier de la Roche  (mort en 1287) fut duc d'Athènes de 1280 à 1287.

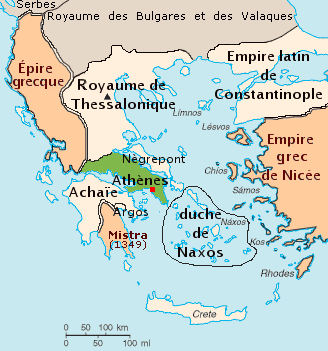
Le duché d'Athènes, en vert.

À la mort de son père Guy entre 1262 et 1268, il reçut la seigneurie de Livadiá en Béotie, tandis que son aîné Jean Ier de la Roche héritait du duché.
Dans le cadre du rapprochement entre le duché d'Athènes et la principauté byzantine de Thessalie, menacée par Constantinople vers 1272/3 (batailles de Néopatras et de Démétrias), il fut fiancé avec la fille de Jean Ier Doukas, Hélène, qu'il épousa avant 1279 ; il reçut pour sa dot des possessions en Thessalie méridionale (Lamia, Gardiki, Siderokastro, Gravia).
Il succéda à son frère Jean Ier à sa mort en 1280. Il fut le premier souverain d'Athènes à porter dans les documents officiels le titre de « duc », ses prédécesseurs se qualifiant de « seigneurs ». En 1282, il envoya neuf navires se joindre à la flotte de son suzerain Charles d'Anjou.
En 1285, tandis que Charles II de Naples, prince nominal d'Achaïe, était emprisonné, Robert d'Artois, le régent du royaume, nomma Guillaume bailli et le vicaire-général d'Achaïe ; au cours de son mandat il fit reconstruire le château de Dimatra pour défendre le nord de la Messénie des attaques du despotat de Morée qui avait reconquis précédemment l'Arcadie. Il était alors le baron le plus puissant en Grèce française.
En 1286, il eut à arbitrer la succession du marquisat de Bodonitza après la mort de la marquise Isabelle Pallavicini, disputée entre le veuf de cette dernière (peut-être Antoine le Flamenc) et son cousin Thomas Pallavicini qui resta en possession de l'héritage.
Guillaume mourut en 1287 et son fils encore mineur Guy II de La Roche lui succéda, sous la régence d'Hélène.